# Asta descendent
L'Asta descendent, en tipografia, és la part de la lletra llatina que s'estén per sota de la línia base d'una font tipogràfica. 

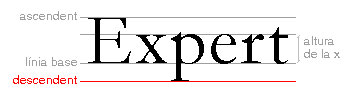
Situació de l'Asta Descendent.